# Święta (dopływ jeziora Dąbie)
Święta (do 1945 niem. Swante t. Swante-Kanal, od 1945 Kanał Swantowita) – rzeka w północno-zachodniej Polsce, w Szczecinie.
Jeden z większych cieków Międzyodrza. Łączy Odrę Zachodnią z jeziorem Dąbie.
Oddziela się od Odry Zachodniej na wysokości osiedla Golęcino poniżej wyspy Gryfia i płynie w kierunku północno-wschodnim pomiędzy wyspami Dębiną na północy a Radolinem i Czarnołęką (Dębinką) na południu. Po drodze przyjmuje niewielkie ramię odpływowe z jeziora Dąbie – Wydrnik łączący się ze Świętą trzema ramionami Żabim Rowem, Piwnym Rowem i ostatecznie jako Wydrnik. Pomiędzy głównym nurtem Wydrnika a Świętą leżą dwie małe wyspy (od zachodu): Żabia Kępa i Kiełpińska Kępa. Święta uchodzi do jeziora Dąbie w jego zachodniej części trzema odnogami, jako (od północy): Goleniowski Nurt, Święcisko i Lubczyński Nurt, tworząc u ujścia niewielką wysepkę – Święty Ostrów pomiędzy Goleniowskim Nurtem a Święciskiem.
Nazwę Święta wprowadzono urzędowo w 1949 roku, zastępując poprzednią niemiecką nazwę rzeki – Swante.
Święta jest śródlądową drogą wodną. Nie ma określonej w przepisach klasy żeglugowej (we właściwym rozporządzeniu ją pominięto). Na odcinku 60 m od jej wypływu z Odry ma status morskich wód wewnętrznych (w rozporządzeniu ów wypływ błędnie nazwano ujściem).